# Kratochvílův statek v Řepích
Kratochvílův statek v Řepích v Praze stojí v centru obce poblíž bývalé návsi jihozápadně od kostela svatého Martina. Je chráněn jako nemovitá kulturní památka České republiky; chráněna je obytná budova, hospodářské budovy, bývalý ovčín a ohradní zdi s bránou (pozemky parc. č. 173, 174/1, 174/2, 175).

## Historie
Statek byl stavěn postupně od konce 18. století. Některé jeho části mohou být i starší, patrně z předbělohorské doby. Hospodářské objekty při jižní straně dvora pocházejí pravděpodobně z doby kolem roku 1910. V 60. letech 20. století byla zvýšena budova ovčína. Usedlost prochází postupnou obnovou.

## Popis
Areál hospodářské usedlosti má tradiční uspořádání jednotlivých budov kolem obdélného dvora s branou. Navazuje na něj rozlehlá zahrada s ohradní zdí. V interiérech je dochována řada cenných konstrukcí a prvků, například klenby, dřevěné stropy, dveře, provlékané mříže a další.